# My House (singolo Flo Rida)
My House è il terzo singolo estratto dall'omonimo EP del rapper statunitense Flo Rida. Il brano è stato pubblicato il 19 giugno 2015.

## Video musicale
Il video musicale è stato diretto da Alex Acosta e vede Flo Rida in un party in casa pieno di donne che ballano, battaglie di cuscini e bicchieri di alcolici.

## Successo commerciale
My House ha debuttato alla posizione 96 della Billboard Hot 100 il 28 novembre 2015, per poi retrocedere alla posizione 99 la settimana seguente. La canzone hai poi lentamente scalato la classifica anche a seguito dell'attenzione ricevuta grazie all'esibizione di Flo Rida, del 14 gennaio, al The Tonight Show Starring Jimmy Fallon e all'esibizione dopo il primo tempo della partita della NFL, avvenuta due giorni dopo, saltando dalla posizione 23 alla 12, diventando il singolo della classifica stilata da Billboard con il maggior numero di vendite digitali in una settimana. La scalata della classifica è poi proseguita fino al raggiungimento della 5ª posizione la prima settimana di febbraio, diventando il settimo singolo di Flo Rida a raggiungere la top 5 della classifica.

## Classifiche
| Classifica (2015-16)                       | Posizione massima |
| ------------------------------------------ | ----------------- |
| Australia (ARIA)                           | 6                 |
| Austria (Ö3 Austria Top 40)                | 8                 |
| Belgium (Ultratip Flanders)                | 37                |
| Belgium (Ultratip Wallonia)                | 21                |
| Canada (Canadian Hot 100)                  | 12                |
| Czech Republic (Singles Digitál Top 10)    | 95                |
| Germany (Offizielle Deutsche Charts)       | 16                |
| Ireland (Irish Singles Chart)              | 88                |
| Italy (FIMI)                               | 75                |
| Netherlands (Mega Single Top 100)          | 33                |
| New Zealand (The Official NZ Music Charts) | 12                |
| Sweden (Sverigetopplistan)                 | 12                |
| Switzerland (Schweizer Hitparade)          | 17                |
| UK Singles (Official Charts Company)       | 74                |
| US Billboard Hot 100                       | 5                 |
| US Pop Songs (Billboard)                   | 9                 |

## Curiosità
- Il brano è stato scelto dalla WWE come canzone ufficiale dell'evento WrestleMania 32.